# Hemibystra maculicoxalis
Hemibystra maculicoxalis là một loài tò vò trong họ Ichneumonidae.